# Metaxmeste
Metaxmeste é um gênero de mariposa pertencente à família Crambidae.